# Palesztinai Felszabadítási Szervezet
A Palesztinai Felszabadítási Szervezet (PFSZ, angolul: Palestine Liberation Organization, PLO) palesztin politikai és félkatonai szabadságjogi szervezet, melynek célja az Izrael által megszállt palesztin területek felszabadítása. Jeruzsálemben alakult meg 1964-ben. Az ENSZ-ben 1974 óta megfigyelői státussal rendelkezik. Az ENSZ és több mint száz ország, melyekkel diplomáciai kapcsolatban áll, mint „a palesztin nép egyetlen legitim megtestesítője”-ként azonosítja. Az Arab Ligában az 1973. november 26-i ligatanácson ismerik el mint képviselő szerv, majd 1976-ban veszik fel a taglistára. Az 1982-ben kirobbant libanoni háborúban aktív szerepet vállal, majd a katonai és politikai vereséget követően 1983-ban kivonulnak Libanonból. Ezt megelőzően önkénteseik beálltak a az ugandai hadseregbe és Idi Amin diktátor oldalán harcoltak a tanzániai hadsereg és az azt támogató ugandai felkelők ellen az ugandai–tanzániai háborúban. Uganda támogatta a palesztinok elszakadási és Izrael elleni törekvéseit, s az entebbei túszdráma során is védelmet nyújtott a túszejtő palesztin terroristáknak. Tanzánia pedig Izrael támogatását élvezte és tőle jelentős logisztikai támogatást kapott.
Ezek miatt, de más pozitív lépéseitől függetlenül az 1991-es madridi konferencián az Amerikai Egyesült Államok és Izrael terrorszervezetnek tekintette. Az enyhülés jeleként Jasszer Arafat és Jichák Rabin 1993. szeptember 13-án a Fehér Házban aláírja az oslói megállapodást, melyben a PFSZ elismerte Izrael államot, elfogadta az ENSZ BT 242. és 338. határozatait és hivatalosan is elutasította az erőszakot és a terrorizmust („violence and terrorism”). Továbbá Izrael is hivatalosan elismerte a PFSZ-t mint a palesztin nép hivatalos képviselőjét. Palesztina nemzetközi elismertsége ellenére a szervezet annak ENSZ-beli tagfelvételt még nem sikerült elérnie.
A szervezetet irányító vezetői bizottságban a legjelentősebb palesztin szervezetek képviseltetik magukat.
A PFSZ irodája 1975-ben kezdte meg működését Budapesten. A palesztin képviselet 1982-ben diplomáciai rangot kapott, majd 1988. november 15-én Magyarország elismerte a palesztin állam „kikiáltását”. Azóta a palesztin képviselet nagykövetségként működik. Magyarország 2000. augusztus 29-én nyitott képviseleti irodát a Palesztin Nemzeti Hatóság területén fekvő Rámalláhban.

## Külső hivatkozások
- Negotiations Affairs Department, Palestine Liberation Organization
- Palestine Liberation Organization (PLO) – FAS.org